# نيكولا مانويلوفيتش
نيكولا مانويلوفيتش (بالسيريلية الصربية: Никола Манојловић) مواليد 1 ديسمبر 1981 في بلغراد، جمهورية يوغوسلافيا الاشتراكية الاتحادية، هو لاعب كرة يد صربي. مثل منتخب صربيا لكرة اليد. شارك في دورة الألعاب الأولمبية الصيفية سنة 2012. حقق المركز الثاني في البطولة الأوروبية لكرة اليد للرجال 2012.

## المسيرة الاحترافية
لعب مع فغيش أوف غوبينغن في الدوري الألماني من سنة 2005 إلى 2009، ثم انضم إلى دوبروجا سود كونستانتسا في الدوري الروماني في سنة 2009، ثم لعب مع نادي جورينيه فيلينيه لكرة اليد في الدوري السلوفيني من سنة 2010 إلى 2012.

## سجل المنافسة
شارك في البطولات التالية:
- بطولة أوروبا لكرة اليد للرجال 2012
- بطولة أوروبا لكرة اليد للرجال 2014
- الألعاب الأولمبية الصيفية 2012

## الميداليات
| الميدالية | المسابقة                           |
| --------- | ---------------------------------- |
| فضية      | بطولة أوروبا لكرة اليد للرجال 2012 |

## روابط خارجية
- نيكولا مانويلوفيتش على موقع الاتحاد الأوروبي لكرة اليد (الإنجليزية)
- نيكولا مانويلوفيتش على موقع اللجنة الأولمبية الدولية (الإنجليزية)
- نيكولا مانويلوفيتش على موقع أوليمبيديا (الإنجليزية)
- نيكولا مانويلوفيتش على موقع اللجنة الأولمبية الصربية (الصربية)